# Edward Kofler
Edward Kofler (* 16. November 1911 in Brzezany, Galizien, Österreich-Ungarn (heute Ukraine); † 22. April 2007 in Zürich) war ein polnisch-schweizerischer Mathematiker, der bedeutende Beiträge zur Spieltheorie und zur Fuzzy-Logik durch Ausarbeitung der Theorie der linearen partiellen Information lieferte (LPI).

## Leben
Kofler schloss sein Mathematikstudium als Schüler von Hugo Steinhaus und Stefan Banach von der Universität in Lwów (Lemberg) in Polen (heute Ukraine) 1936 ab. Danach studierte er an der Universität Krakau Pädagogik. Nach Abschluss des Studiums im Jahre 1939 besuchte Kofler als Mathematiklehrer eine polnische Schule in Kolomyja (Kolomea, heute in der Ukraine). Nach dem deutschen Angriff auf die Stadt am 1. Juli 1941 gelang ihm mit seiner Frau die Flucht nach Kasachstan. Dort leitete er in Alma-Ata eine polnische Schule mit Waisenhaus für Kinder im Exil und arbeitete dort als Mathematik-Lehrer. Nach dem Zweiten Weltkrieg kehrte er nach Polen mit den Waisenhauskindern zurück. Begleitet wurde er von seiner Frau und seinem kleinen Sohn. Ab 1959 war er Dozent an der Universität Warschau in der Fakultät für Wirtschaftswissenschaften. Im Jahre 1962 promovierte er über Ökonomische Entscheidungen und die Spieltheorie. Dann im Jahr 1962 wurde er Adjunkt an der Fakultät für Sozialwissenschaften an der gleichen Universität, spezialisiert für Ökonometrie.
Im Jahre 1969 zog er nach Zürich, wo er am Institut für Empirische Wirtschaftsforschung der Universität Zürich arbeitete und als wissenschaftlicher Berater beim Schweizerischen Nationalfonds zur Förderung der wissenschaftlichen Forschung tätig war. In Zürich entwickelte er 1970 seine Theorie – lineare partielle Information (LPI) –, die es ermöglicht qualifizierte Entscheidungen auf der Basis von unvollständiger Information (Fuzzy-Logik) zu treffen.
Kofler war Gastprofessor an der Universität von Sankt Petersburg, Heidelberg, der McMaster University (Hamilton (Ontario)) und der University of Leeds. Er arbeitete mit vielen bekannten Spezialisten in der Informationstheorie, wie Oskar R. Lange in Polen, Nicolai Vorobiev in der Sowjetunion, Günter Menges in Deutschland, und Heidi Schelbert und Peter Zweifel in Zürich. Er war der Autor zahlreicher Bücher und Artikel.

## Schriften
- Mengentheoretische Betrachtungen über Schachspiel und Einführung in die Theorie der entsprechender Felder – Mathematisches Seminar der Universität Lemberg, Polen, 1936
- Aus der Geschichte der Mathematik – Buch, 339 Seiten, Warschau 1962 und Budapest 1965
- Von der Zahl bis zum Unendlichen – Buch, 312 Seiten, Warschau 1960
- Ökonomische Entscheidungen und die Spieltheorie. Dissertation Universität Warschau 1961
- Einführung in die Spieltheorie – Buch, 230 Seiten, Warschau 1962
- Über Optimierung vieler Ziele, Przeglad Statystyczny, Warschau 1965
- Über den Wert der Information Habilitationsschrift – Buch, 104 Seiten, Warschau 1967
- Mit H. Greniewski und N. Vorobiev: Die Strategie der Spiele, Buch, 80 Seiten, Warschau 1968
- Mit Günter Menges: Entscheidungen bei unvollständiger Information, Springer-Verlag, 1976
- Mit G. Menges: „Entscheidungen bei unvollständiger Information“, volume 136 of Lecture Notes in Economics and Mathematical Systems. Springer, Berlin, 1976.
- „Prognosen und Stabilität bei unvollständiger Information“, Campus 1989
- Mit P. Zweifel: „Linear Partial Information in One-Shot Decisions“, Selecta Statistica Vol. IX, 1996
- Mehrfache Zielsetzung in wirtschaftlichen Entscheidungen bei unscharfen Daten, Institut für Empirische Wirtschaftsforschung, 9602, 1996
- Mit Thomas Kofler: „Forecasting Analysis of the Economic Growth“, Selecta Statistica Canadiana, 1998
- „Linear Partial Information with Applications in Fuzzy Sets and Systems“, 1998. North-Holland
- Mit Thomas Kofler: Fuzzy Logic and Economic Decisions, 1998
- Mit L. Götte: „Fuzzy Systems and their Game Theoretical Solution“, International Conference on Operations Research, ETH, Zurich, August 1998